# Parilia

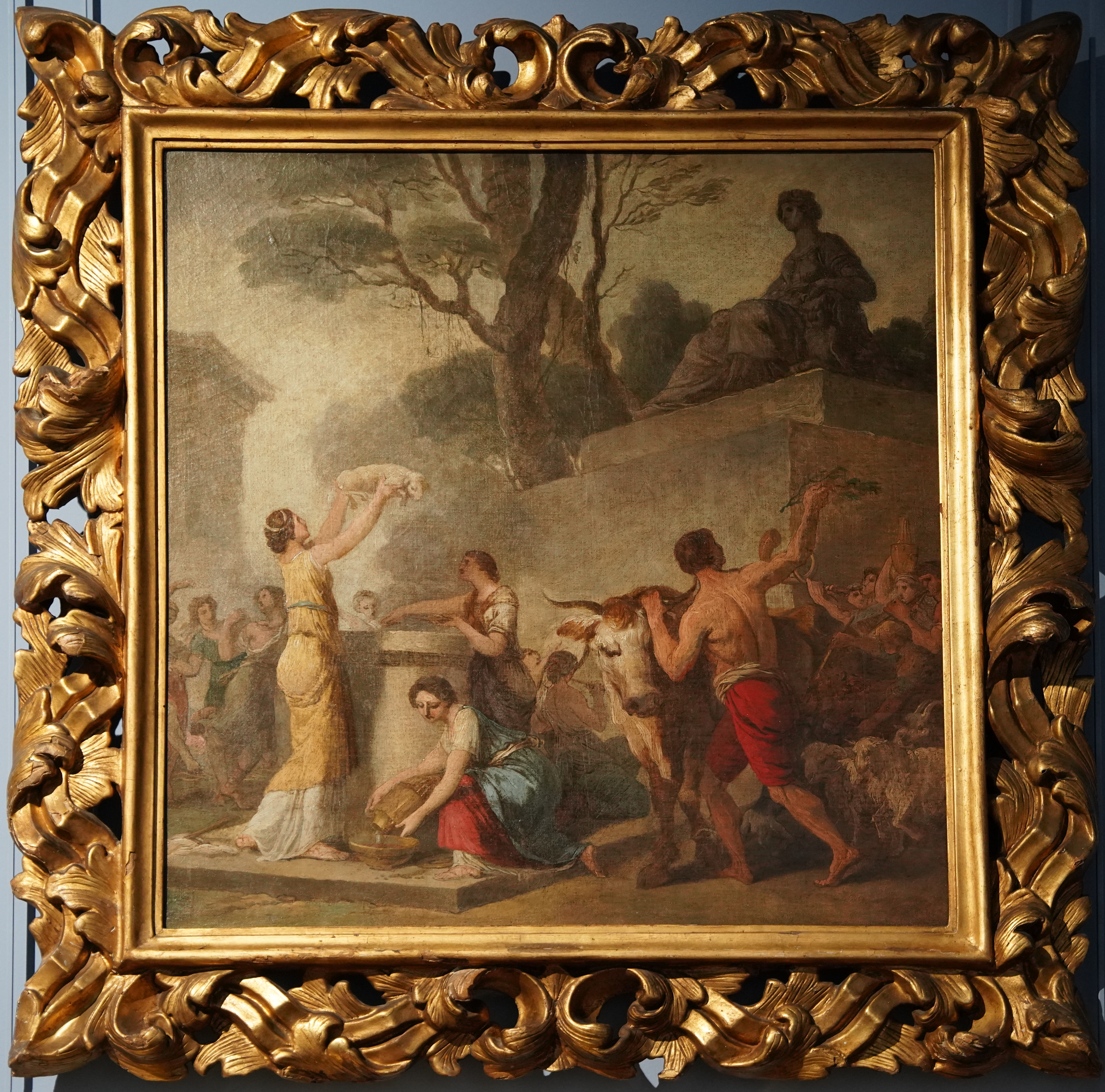
La fête représentée par Joseph-Benoît Suvée.

Les Parilia (ou Palilia) sont une fête de l'ancienne religion romaine, qui était célébrée le 21 avril, jour anniversaire de la fondation de Rome. Cette fête honorait la déesse Palès, déesse des bergers. Il s'agit à l'origine d'une fête agraire, qui comportait la purification (lustration) des troupeaux et de leurs gardiens.
Elles constituent l'un des plus anciens exemples connus des « feux de printemps » du folklore européen.

## Cérémonies
Ovide, dans Les Fastes, décrit de manière détaillée les rites de la fête des Parilia : il existait deux rituels différents, un rituel urbain observé à Rome et un rituel rural pratiqué à la campagne.
À l'origine, cette fête était célébrée par les bergers, qui allumaient des feux et dansaient autour pour obtenir la fécondité de leurs troupeaux. On la dédia à la déesse Palès (déesse des bergers). Plus tard, cette fête coïncida avec le jour où l’on fêtait l'anniversaire de la fondation de la ville de Rome par Romulus, sur le mont Palatin.
La cendre des veaux brûlés lors des Fordicidia, mélangée à du sang de cheval et des cosses de fèves, fut ensuite utilisée pour se purifier.

## Déroulement
Les rites étaient assurés par le berger lui-même. Après que la bergerie a été décorée de branches vertes et d'une couronne drapée sur le portail, le reste de la cérémonie se déroulait selon un ordre défini. Au premier signe du jour, le berger purifiait les moutons: en balayant la bergerie puis en construisant un feu de joie de paille, de rameaux d'olivier, de laurier et de soufre. Les bruits produits par cette combinaison brûlante étaient interprétés comme un présage bénéfique. Le berger sautait à travers cette flamme, entraînant ses moutons avec lui. Des offrandes de mil, de gâteaux et de lait étaient ensuite été présentées devant Palès, marquant le deuxième moment de la cérémonie. Après ces offrandes, le berger mouillait ses mains de rosée, faisait face à l'est et répétait une prière quatre fois. De telles prières demandaient l'aide de Palès pour libérer le berger et le troupeau des maux causés par des méfaits accidentels (par exemple, l'intrusion sur des terrains sacrés et le retrait de l'eau d'une source d'eau sacrée). La dernière partie du festival rural utilisait la boisson burranica, une combinaison de lait et de sapa (vin bouilli). Après avoir consommé cette boisson, le berger sautait à trois reprises au dessus du feu, mettant ainsi fin à la cérémonie.

## Sources anciennes
- Ovide, Les Fastes, IV, 721-862.
- Tibulle, II, 5, 87-90.
- Properce, I, 18-21 ; IV, 73-78.